# Реццато
Реццато (італ. Rezzato) — муніципалітет в Італії, у регіоні Ломбардія, провінція Брешія.
Реццато розташоване на відстані близько 440 км на північний захід від Рима, 90 км на схід від Мілана, 7 км на схід від Брешії.
Населення — 13 510 осіб (2014).
Щорічний фестиваль відбувається 26 липня. Покровитель — Sant'Anna.

## Демографія
Населення за роками:

Станом на 1 січня 2023 року в муніципалітеті офіційно проживали 1674 іноземці з 62 країн, серед них 407 громадян країн Євросоюзу та 82 громадяни України.

## Міста-побратими
- Богородицьк, Росія (2007)

## Сусідні муніципалітети
- Боттічино
- Брешія
- Кастенедоло
- Маццано
- Нуволера